# Pachycephala sulfuriventer
El silbador ventrisulfúreo  (Pachycephala sulfuriventer) es una especie de ave paseriforme de la familia Pachycephalidae endémica de Célebes, en Indonesia. 

## Distribución y hábitat
Sus hábitats naturales son los bosques tropicales húmedos de las isla de Célebes.